# ジーリ
『ジーリ』（Gigli）は、2003年のアメリカ映画。日本では劇場未公開。
当時交際していたベン・アフレックとジェニファー・ロペス主演のロマンティック・コメディ。第24回ゴールデンラズベリー賞の最低作品賞を始めとする8部門にノミネートされ、7部門を受賞。第25回ゴールデンラズベリー賞では「25周年最低コメディ賞」を受賞。第30回ゴールデンラズベリー賞では2000年代最低作品賞にノミネートされた。
ベン・アフレックとジェニファー・ロペスはこの作品での共演を機に交際をスタートして2022年に結婚したが、2025年1月7日に離婚が成立したと報じられた。

## キャスト
※括弧内は日本語吹き替え
- ラリー・ジーリ - ベン・アフレック（咲野俊介）
- リッキー - ジェニファー・ロペス（田中敦子）
- ブライアン - ジャスティン・バーサ（白鳥哲）
- スタークマン - アル・パチーノ（野沢那智）
- スタンリー・ジャコベリス - クリストファー・ウォーケン（有本欽隆）
- ジーリの母 - レイニー・カザン
- テリー・カミレッリ
- ルイス - レニー・ヴェニート
- ロビン - ミッシー・クライダー

## 受賞とノミネート
| 賞                     | 部門                     | 候補者                                                                      | 結果       |
| ---------------------- | ------------------------ | --------------------------------------------------------------------------- | ---------- |
| ゴールデンラズベリー賞 | 最低作品賞               | 『ジーリ』 マーティン・ブレスト、ケイシー・シルヴァー                       | 受賞       |
| ゴールデンラズベリー賞 | 最低男優賞               | ベン・アフレック（『デアデビル』、『ペイチェック 消された記憶』に対しても） | 受賞       |
| ゴールデンラズベリー賞 | 最低女優賞               | ジェニファー・ロペス                                                        | 受賞       |
| ゴールデンラズベリー賞 | 最低助演男優賞           | アル・パチーノ                                                              | ノミネート |
| ゴールデンラズベリー賞 | 最低助演男優賞           | クリストファー・ウォーケン（『カンガルー・ジャック』に対しても）            | ノミネート |
| ゴールデンラズベリー賞 | 最低助演女優賞           | レイニー・カザン                                                            | ノミネート |
| ゴールデンラズベリー賞 | 最低監督賞               | マーティン・ブレスト                                                        | 受賞       |
| ゴールデンラズベリー賞 | 最低脚本賞               | マーティン・ブレスト                                                        | 受賞       |
| ゴールデンラズベリー賞 | 最低スクリーンカップル賞 | ベン・アフレック ジェニファー・ロペス                                       | 受賞       |
| ゴールデンラズベリー賞 | 25周年最低コメディ賞     | 『ジーリ』                                                                  | 受賞       |
| ゴールデンラズベリー賞 | 2000年代最低作品賞       | 『ジーリ』                                                                  | ノミネート |